# Székely Béla (labdarúgó)
Székely Béla (? – ?) kétszeres magyar bajnok labdarúgó, csatár.

## Pályafutása
1932 és 1937 között 62 mérkőzésen szerepelt az FTC-ben, amelyből 27 bajnoki és 35 nemzetközi mérkőzés volt. 49 gólt szerzett, ebből 21 volt bajnoki találat. Kétszeres magyar bajnok volt a csapattal.

## Sikerei, díjai
- Magyar bajnokság
  - bajnok: 1933–34, 1937–38
  - 2.: 1934–35
  - 3.: 1932–33
- Közép-európai kupa (KK)
  - győztes: 1937